# Italiaanse scudo

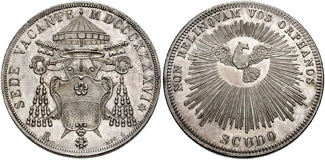
Scudo uit 1846 van de Kerkelijke Staat

De scudo (in het Frans écu, in het Spaans en Portugees escudo) is een in de Kerkelijke Staat tot de 19e eeuw gebruikt muntstuk van goud of zilver. De naam is afgeleid van het Latijnse scutum (schild).
De scudo was verdeeld in bajaocchi: 1 bajocco was 1/100 scudo.

## Laatst uitgegeven
San Marino gaf de scudi voor het laatst uit in 2012, als 2 scudi, dit is een verzamelmunt.